# Acacia angustifolia
Acacia angustifolia é uma espécie de leguminosa do gênero Acacia, pertencente à família Fabaceae.